# 甘利はるな
甘利 はるな（あまり はるな、1996年4月10日 - ）は、日本の女優。
群馬県生まれ。JMO所属。

## 人物略歴
2006年に銀座の日産ギャラリーで開催されていた『24時間テレビ』イベントを家族で観覧していたところをスカウトされ、芸能界入り。
その直後に受けた2008年公開の『コドモのコドモ』主演オーディションで400人の中から選ばれ、持田春菜役で映画主演デビュー。小学生の妊娠・出産という題材ゆえ撮影開始前から賛否両論だったこの作品で撮影当時11歳にして妊婦役という難役を演じる。
続く実話をベースにした同年公開の『ブタがいた教室』では、転校生でクラスに馴染めない女の子・甘利花役を演じた。
そして『コドモのコドモ』での演技により、第82回キネマ旬報ベスト・テン新人女優賞、第23回高崎映画祭最優秀新人女優賞を受賞。
2009年3月8日放映の骨腫瘍と闘った少女とその家族の実話をベースにした『田舎に泊まろう! スペシャルドラマ 空飛ぶりぼん』のヒロイン役に起用される。
2009年以降の活動がなく所属事務所のサイトからもプロフィールが削除されており、現在芸能活動をしているかは不明。

## エピソード
- 『コドモのコドモ』で妊婦を演じるための参考として萩生田宏治監督から薦められて観たのは、チャン・ツィイー主演の『ジャスミンの花開く』。また出産シーンを演じる際には、母から「大きいウンチをするような感じ」というストレートなアドバイスを受けたとのこと[1]。
- ピアノは小さい頃から習い続けている。元々保育士に憧れていて、「弾けるといいかな」という理由から。
- 目標としている女優は、『コドモのコドモ』と『海の上の君は、いつも笑顔。』で二度共演した谷村美月[2]。
- 『ブタがいた教室』と『コドモのコドモ』を観た木下ほうかが、別のキャストでは想像が全くつかないと絶賛している[3]。

## 出演

### 映画
- コドモのコドモ（2008年9月27日公開）- 主演・持田春菜 役
- ブタがいた教室（2008年11月1日公開）- ヒロイン・甘利花 役
- 海の上の君は、いつも笑顔。（2009年5月9日公開）- 小林みなみ 役

### テレビドラマ
- 月曜ゴールデン 西村京太郎サスペンス 探偵 左文字進13 左文字が殺人犯!?（2009年1月5日、TBS）- 下田夏葉（幼少期） 役
- 田舎に泊まろう! スペシャルドラマ 空飛ぶりぼん（2009年3月8日、テレビ東京）- 鳥井なつ美 役
- ハイビジョン特集 少女たちの日記帳 ヒロシマ 昭和20年4月6日〜8月6日（2009年8月2日、NHK BS-hi）- 中本雅子 役

## 雑誌
- BOMB!（2008年9月号、学習研究社）
- 月刊オーディション（2008年10月号、白夜書房）
- ピュアピュアVol.50（2008年、タツミムック）
- キネマ旬報（2009年2月下旬決算特別号、キネマ旬報社）

## 受賞歴
- 2009年 第82回キネマ旬報ベスト・テン 新人女優賞 『コドモのコドモ』
- 2009年 第23回高崎映画祭 最優秀新人女優賞 『コドモのコドモ』